# Герасимов, Михаил Кузьмич
Михаил Кузьмич Герасимов (род. 20 октября 1920, село Зелёная Роща, ныне Ребрихинского района, Алтайский край — 1993) — полный кавалер ордена Славы, воздушный стрелок в составе экипажа лётчика — дважды героя Советского Союза Берегового Георгия Тимофеевича.

## Биография
Родился в селе Зелёная Роща Ребрихинского района Алтайского края в семье крестьянина. Окончил 7 классов и школу ФЗУ на станции Кривощёково (ныне Новосибирск-Западный) Новосибирской области. Русский. Член КПСС с мая 1945 года. Работал шофёром в колхозе Пахтааральского района Чимкентской области (Казахстан). В Красной Армии с 1940 года.
На фронте в Великую Отечественную войну с июня 1941 года. Воевал воздушным стрелком 671-го штурмового, а с 1 мая 1943 года — 90-го гвардейского штурмового авиационного полка (4-я гвардейская штурмовая авиационная дивизия, 5-я воздушная армия, 2-й Украинский фронт. Воевал стрелком в составе экипажа дважды героя Советского Союза Берегового Георгия Тимофеевича.
Гвардии старшина Герасимов с марта по октябрь 1944 года участвовал в 36 успешных боевых вылетах в полосе действий 1-го и 2-го Украинских фронтов, в ходе которых было уничтожено 6 танков, 12 грузовиков, взорвано два склада с боеприпасами и горючим. 31 октября 1944 года награждён орденом Славы 3 степени.
В октябре-ноябре 1944 г. в составе экипажа более 30 раз летал на выполнение боевых заданий. В итоге были поражены 6 танков, 7 вагонов, 14 грузовиков и много другой боевой техники, а также живой силы противника. 26 марта 1945 года награждён орденом Славы 2 степени.
С 4 декабря 1944 года по 9 мая 1945 года в составе экипажа участвовал в Будапештской и Венской операциях и освобождении Чехословакии. В ходе боёв в составе экипажа произведено 78 боевых вылетов, уничтожено при этом 13 танков, 6 штурмовых орудий, 5 батарей зенитных орудий, 18 вагонов, значительное количество другой боевой техники и живой силы врага.
15 мая 1945 года награждён орденом Славы 1 степени.
В 1945 году после окончания войны гвардии старшина Герасимов демобилизован. Проживал в городе Алма-Ата Казахской ССР, затем в Бишкеке (Киргизия). Работал водителем таксомоторного парка. Был дважды женат.
Награждён орденом Красного Знамени, Отечественной войны 1 и 2 степени, Красной Звезды, медалями.